# Whatcheeria
Whatcheeria es un género extinto de tetrápodos del Carbonífero, que datan de hace unos 350 millones de años. Fue descubierto en Iowa, Estados Unidos y se han encontrado numerosos ejemplares casi completos, con mandíbulas bien conservadas.

## Características
Whatcheeria medía cerca de 90 cm de longitud, pesaba hasta 5 kg. El cráneo mide entre 20 y 25 cm de longitud. Las mandíbulas son primitivas y similares a las de los tetrápodos del Devónico y tenían hileras de dientes largos y afilados. Tenía al menos 5 dedos en cada miembro, pero pudieron ser más, debido a que ninguno de los especímenes está completo. Poseía una cola muy fuerte y según los sedimentos donde fue encontrado, habitaba en aguas de escasa profundidad.
Whatcheeria se considera la versión americana de otro tetrápodo de principios del Carbonífero, Pederpes, el cual se halló en Escocia. Whatcheeria y Pederpes vivieron durante el periodo de relativa escasez de fósiles, llamado Brecha de Romer. Considerando la fortaleza de su cola, Whatcheeria pudo haber pasado la mayor parte de su tiempo en el agua, solo pisando en forma ocasional tierra firme.